# Aspendos

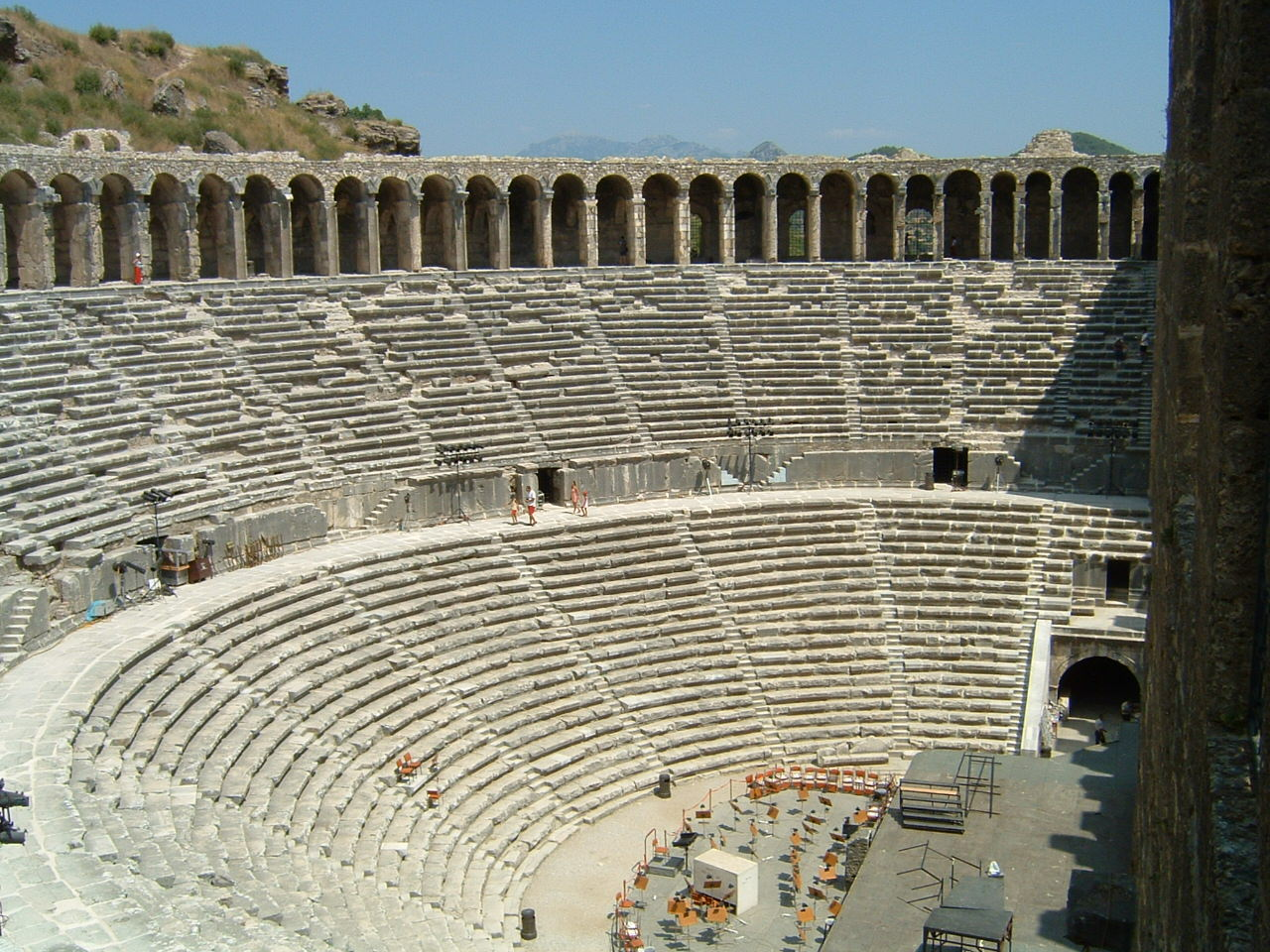
Widownia teatru

Aspendos (gr. Άσπενδος) – starożytne greckie miasto w Azji Mniejszej odległe o 50 km od Antalyi
Znane z najlepiej zachowanego starożytnego teatru na 15 tysięcy miejsc, również obecnie wykorzystywanego dla różnego rodzaju przedstawień i pokazów.

## Historia
Według późniejszej tradycji miasto założone zostało około 1000 p.n.e. przez Greków pochodzących z Argos. Szeroki zasięg występowania miejskich monet w świecie starożytnym świadczy, że w V wieku p.n.e. Aspendos było ważnym  miastem w Pamfilii. Dzięki transportowi prowadzonemu rzeką Eurymedon kwitł handel solą, olejem i wełną, co doprowadziło miasto do wzbogacenia. W 333 p.n.e. jego mieszkańcy zamierzali przekupić Aleksandra Wielkiego, by jego oddziały nie stacjonowały w mieście, lecz władca zignorował ich sugestie i zajął miasto. W 190 p.n.e. poddane zostało ono Rzymianom, którzy je splądrowali. Jednak w okresie sprawowania późniejszej władzy przez Rzymian w Aspendos powstały liczne okazałe budowle. Pod koniec okresu rzymskiego miasto zaczęło stopniowo podupadać.

## Zabytki

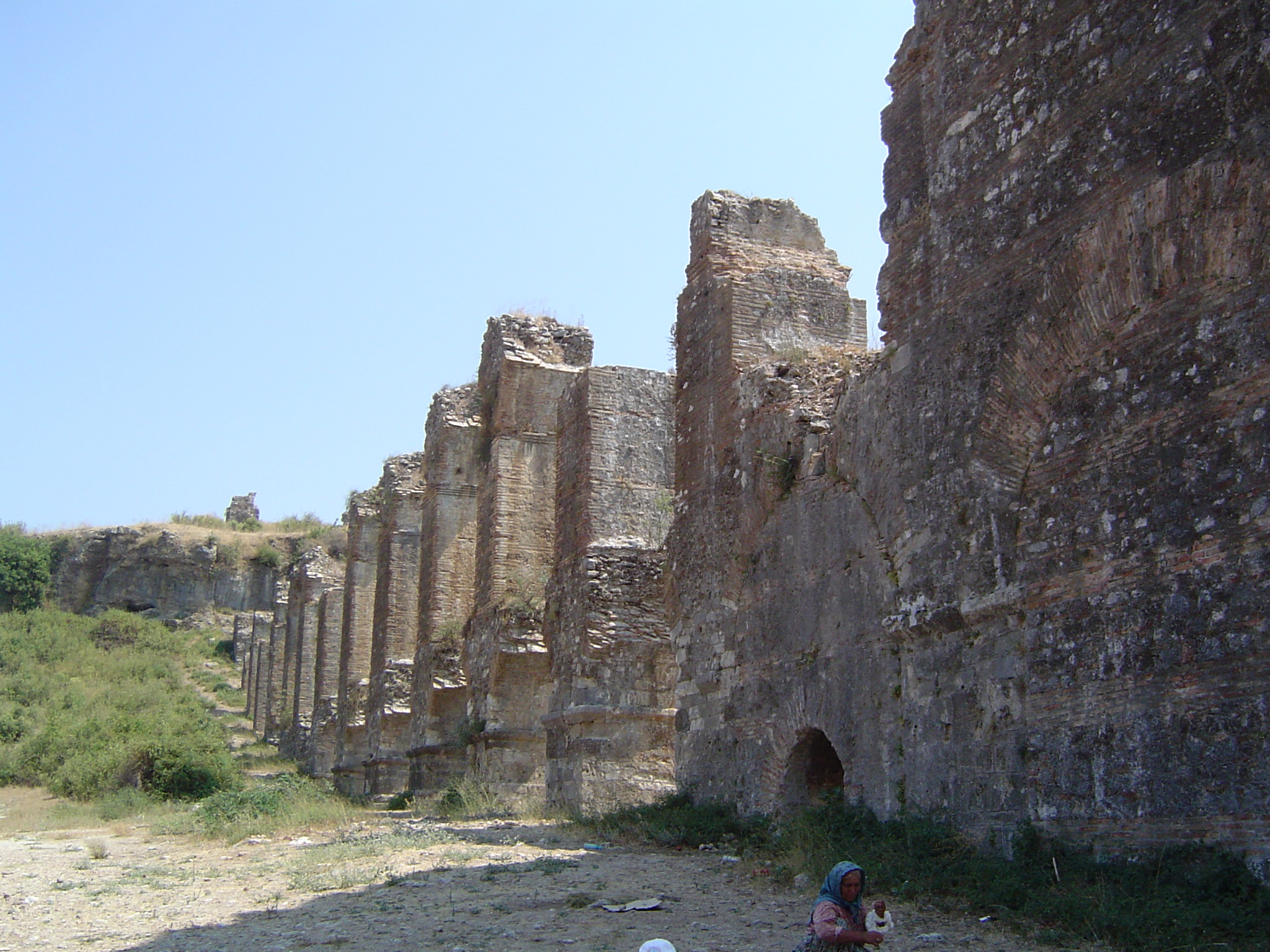
Pozostałości akweduktów

- Teatr rzymski, ukończony w 160[1] roku, z widownią zbudowaną na naturalnym zboczu. Wymiary obiektu: szerokość 100 metrów, głębokość 70 metrów. Za sceną wzniesiona 50-metrowa fasada, będąca stałą dekoracją i kryjąca maszynerię sceny.
28 kwietnia 1987 swój ostatni koncert dała tam gwiazda piosenki francuskiej Dalida, która 4 dni później popełniła samobójstwo.
- Stadion
- Bazylika
- Agora
- Akwedukty